# Matenrou Opera
Matenrou Opera (摩天楼オペラ Matenrō opera?) es una banda japonesa de power metal visual kei formada en 2006 por Sono y Yuu, ex vocalista y ex baterista de Jeniva respectivamente, y por Karen (teclados) Mika (guitarra) y You (bajo).

## Historia
El anuncio oficial de la creación se realizó el 23 de enero de 2007, aunque su debut se realizó en la sala Urawa Narciss, bajo el sello Zenit Music Factory. El mismo mes lanzaron su primer sencillo titulado Alkaloid Showcase, que contenía sus dos primeros temas y fue una edición limitada de 1000 copias. En poco tiempo, el sencillo quedó completamente agotado y nunca tuvo una segunda edición. El grupo participó durante meses en varios conciertos y eventos como Shikkoku no Symphony, el evento anual más importante de Zenit, que se realiza en el Saitamakaikan Hall (Saitama). En fechas muy cercanas el grupo anunció que perderían dos miembros, Mika y Karen y firmarían con Sherow Artist Society, discográfica dirigida por Kamijo (ex.Lareine / Versailles). A su vez anunciaron sus dos nuevos miembros, Anzi en la guitarra y Ayame en el teclado.
En Sherow Artist Society el grupo empezó con gran fuerza, lanzaron el primer sencillo, 瑠璃色で描く虹 (Ruriiro de Egaku Niji), que aún contenía canciones de su formación anterior como Honey Drop. Realizaron un tour junto a Versailles por varias ciudades Europeas. En mayo del 2008, Matenrou Opera lanzó su primer miniálbum, "Gilia", este contenía dos temas antiguos rehechos, tres temas completamente nuevos y un DVD con el videoclip de su primer tema, Alkaloid Showcase. Por esa fecha, el grupo tuvo su primer evento esponsorizado importante, bajo el nombre de Alkaloid Showcase. Este evento fue en Shibuya O-West, y regalaron un DVD con el making of de su primer Videoclip.
Sus siguientes trabajos fueron tres nuevos maxi simples, "Spectacular", "Last Scene" y "Acedia". Cada simple aportaba tres nuevos temas al grupo, labrando, puliendo y mejorando su estilo, cada día más personal y versátil. El grupo también lanzó la segunda edición del miniálbum "Gilia", que traía una nueva cubierta y un booklet. 
A principios del 2009, el grupo fue preparando a sus fanáticos, para el lanzamiento de su primer álbum completo, con intenciones inciertas, empezó el misterioso "Anomie Plan", del que se conocía muy poco. Con el lanzamiento de Acedia, se distribuyó gratuitamente el CD "Anomie", el tema llevaba el mismo nombre. "Anomie" abrió su web oficial con una cuenta atrás que finalizaría el 23 de julio, fecha que coincide con el primer solitario del grupo.
Poco antes del lanzamiento de su primer álbum completo, Matenrou Opera realizó una serie de conciertos auspiciados por Like&Edison (famosa tienda de Visual en Japón), en Tokio, Nagoya y Osaka. Los eventos fueron llamados "Seeds of Anomie" y las entradas quedaron agotadas por completo en las tres ciudades.
El 24 de junio, Matenrou Opera lanzó su primer álbum completo "Anomie", el cual contenía el tema principal de cada uno de sus tres primeros sencillos, temas que habían presentado en conciertos actuando bajo el nombre de Anomie, como "Dolce", "Anomie" o "Sexual Entrapment" aparte, de temas completamente nuevos para sus fans.
El 23 de julio, el grupo realizó su primer concierto en solitario, en Akasaka Blitz, una espaciosa sala de conciertos situada en Tokio, en el que se distribuyó gratuitamente un sencillo con la canción "Eternal Symphony". Poco después de eso el grupo anunció nuevos conciertos, realizando su primera gira por todo Japón ellos solos. 
El álbum "Anomie" quedó agotado, y en octubre tuvo su reedición como en la que se añadía el tema "Eternal Symphony" como Bonus Track. Ese mismo mes lanzaron otro CD recopilando las caras B de sus sencillos el cual se habían agotado, recopilando un total de 8 caras B en el "Coupling Collection 08-09".
El año acabó bien para el grupo, lanzando su primer Live DVD, "Dawn of Anomie" con la grabación de su primer concierto en Akasaka BLITZ así como su 6º sencillo, "Murder Scope", lanzado en dos ediciones distintas.
Al empezar el año 2010, había ya más fechas de conciertos, siendo el Tour en el Shibuya CCLemon Hall, bajo el nombre de "Birth of Genesis". Al principio de la gira, se vendió tan solo en las live house un nuevo single con una única canción R, y cerca del final de esta, salió a la venta en la conocida tienda de discos de Japón, "Tower Records", el sencillo "Genesis/R", que aparte del tema ya editado R, incluía el tema "Genesis". Al finalizar el tour, el grupo dio la mayor noticia hasta la fecha. Tras sus nuevos conciertos, anunciados para finales de verano, en SHIBUYA O-EAST y Shibuya-AX, el grupo firmará con King Records, dejando atrás su primera etapa como grupo indie.
El 18 de junio de 2011 se presentan en el V-Love☆Live vol.1 en un evento realizado en el STUDIO COAST en Tokio que fue transmitido por Internet a través de la página Visualand.tv y el canal oficial de WorldNet.tv en Youtube, tras peticiones de los fanes debido a que se habían vendido todas las entradas. El evento reunió a varios exponentes del Visual kei, tales como Versailles, Ayabie, Alice Nine y Jui, ex vocalista de Vidoll, entre otros.

## Miembros
- Sono (苑?): voz
- JaY: guitarra
- Yo (燿?): bajo
- Ayame (彩雨?): teclados keytar

### Miembros anteriores
- Mika (未伽?): guitarra (2006-2007)
- Karen (華蓮?): teclados (2006-2007)
- Anzi: guitarra (2007-2016)
- Yuu (悠?): batería

## Discografía

### Álbumes & EPs
- 2008: GILIA
- 2009: ANOMIE
- 2010: Abyss
- 2012: Justice
- 2013: Kassai to gekijou no Gloria
- 2014: AVALON
- 2016: Chikyuu
- 2017: Pantheon -Part 1-
- 2017: Pantheon -Part 2-
- 2019: Human Dignity
- 2020: Chronos